# Cam Gigandet
Cam Joslin Gigandet (ur. 16 sierpnia 1982 w Tacoma) − amerykański aktor i model.

## Życiorys
Urodził się w Tacoma w stanie Waszyngton, jako syn Kim i Jaya Gigandeta, współwłaściciela pizzy systemu franczyzowego The Rock. Jego siostra Kelsie jest stylistką włosów. W 2001 ukończył Liceum Auburn High School w Auburn, w stanie Waszyngton, a następnie uczęszczał do Santa Monica Community College.
Na małym ekranie zadebiutował w 2003 rolą w serialu CSI: Kryminalne zagadki Las Vegas. W operze mydlanej Żar młodości (The Young and the Restless, 2004) wystąpił jako Daniel Romalotti. W serialu Życie na fali (The O.C., 2005-2006) grał postać złego chłopaka Kevina Volchoka. Na kinowym ekranie po raz pierwszy pojawił się w 2007 w roli Micka w komedii sportowej Who’s Your Caddy? z Big Boi. Był na okładkach „Men’s Health” (w listopadzie 2008), „Today” (w styczniu 2011), „August Man” (w lutym 2011) i japońskiego magazynu „Safari” (w czerwcu 2011).

## Życie prywatne
Od 2023 roku związany jest z aktorką Hannah James. Był również w związku z Dominique Geisendorff, z którą ma dwie córki - Everleigh Ray (ur. 2009) i Armie Heartly (ur. 2015) oraz syna Rekkera Radleya (ur. w 2013).
Posiada czarny pas w izraelskim systemie walki krav maga. Lubi grać w koszykówkę, golfa, a także surfować i jeździć na nartach.

## Filmografia

### Filmy kinowe
- 2007: Who's Your Caddy? jako Mick
- 2008: Po prostu walcz! (Never Back Down) jako Ryan McCarthy
- 2008: Zmierzch (Twilight) jako James
- 2009: Nienarodzony (The Unborn) jako Mark Hardigan
- 2009: Pandorum jako Gallo
- 2010: Łatwa dziewczyna (Easy A) jako Micah
- 2010: Eksperyment (The Experiment) jako Chase
- 2010: Burleska (Burlesque) jako Jack Miller
- 2011: Ksiądz 3D jako Hicks
- 2011: Współlokatorka (The Roommate) jako Stephen
- 2011: Anatomia strachu (Trespass) jako Jonah
- 2014: Bad Johnson jako Rich Johnson
- 2016: Siedmiu wspaniałych jako McCann[7]
- 2022: Dzika noc (Violent Night) jako Morgan Steele

### Seriale TV
- 2003: CSI: Kryminalne zagadki Las Vegas (CSI: Crime Scene Investigation) jako Mark Young
- 2004: Żar młodości (The Young and the Restless) jako Daniel Romalotti
- 2005: Jack i Bobby (Jack & Bobby) jako Randy Bongard
- 2005-2006: Życie na fali (The O.C.) jako Kevin Volchok
- 2014-: Reckless (Reckless US) jako Roy Rayder

### Filmy krótkometrażowe
- 2004: Mistaken jako Joe